# Stade Pierre-Antoine
L'Stade Pierre-Antoine és una estadi de rugbi a Castres (Tarn), on el Castres Olympique disputa els partits del Top 14.
Situat al cor del districte de Bisséous, l'Estadi Pierre Antoine era propietat del Castres Olympique després de la guerra. L'any 1989 el va comprar l'ajuntament de la ciutat i el va renovar. L'any 1993, amb el títol de campió de França aconseguit pel Castres Olympique, es va construir una tribuna amb 1.400 places. L'any 1999 s'hi van afegir 1.532 places més. Amb aquestes ampliacions la capacitat va passar de 4.000 a 7.000 seients. L'any 2008 es va construir una nova tribuna al sud i des d'aleshores la capacitat és d'11.500 espectadors.
En 1999 l'estadi va acollir un partit de rugbi entre les seleccions de França i Romania, que van guanyar els francesos 62-8.
Hi ha el debat sobre canviar el nom de l'estadi a Francis Rui, emblemàtic jugador del club durant 20 anys (1976 a 1996), guanyador del Bouclier de Brennus el 1993, que va morir tràgicament en un accident de cotxe el 2001.